# Khaled Mahdi
Khaled Mahdi est un footballeur palestinien né le 1er février 1987 à Gaza. Il évolue au poste de défenseur à Markaz Shabab Al-Am'ari.

## Carrière
- 2006-201. : Markaz Shabab Al-Am'ari ( Palestine)[2]

## Palmarès
- Vainqueur de l'AFC Challenge Cup en 2014
- Champion de Cisjordanie en 2011